# Lauren Ridloff
Lauren Ridloff (Chicago, 6 april 1978), geboren als Lauren Teruel, is een doof geboren Amerikaans actrice.

## Biografie
Ridloff werd doof geboren in Chicago bij horende ouders, een Mexicaanse/Amerikaanse vader en een Afro-Amerikaanse moeder. Haar vader werkte als decaan aan de Universiteit van Illinois te Chicago en haar moeder werkte als artieste. Haar high school doorliep zij aan een dovenschool in Washington D.C. waar zij begon met acteren op het schooltoneel, zo speelde zij de rol van Dorothy in de musical The Wiz. Ridloff was daar ook actief als cheerleader, en was de eerste dove cheerleader op nationaal niveau. Na haar high school studeerde zij in 2000 af in Engels en creatief schrijven aan de California State University - Northridge in Northridge. Hierna studeerde zij in 2005 af met een master in onderwijs aan de Hunter College in New York. Na haar afstuderen begon zij als onderwijzeres aan een kleuterschool en de eerste klas van een basisschool in Manhattan. Naast haar werk als onderwijzeres begon zij ook met acteren in een doventheater. Ridloff is in 2006 getrouwd en heeft twee zonen, die allebei ook doof zijn.
Ridloff begon in 2011 met acteren voor televisie in de film If You Could Hear My Own Tune, waarna zij nog meerdere rollen speelde in films en televisieseries.

## Filmografie

### Films
Uitgezonderd korte films.
- 2022 Charlie and the Hunt - als Lila
- 2021 Eternals - als Makkari
- 2019 Sound of Metal - als Diane
- 2017 Wonderstruck - als Pearl
- 2011 If You Could Hear My Own Tune - als Fatima

### Televisieseries
Uitgezonderd eenmalige gastrollen.
- 2018-2022 The Walking Dead - als Connie - 55 afl.

- Gemeinsame Normdatei: 120332782X
- Library of Congress Control Number: no2022023916
- Nationale Bibliotheek van Tsjechië: xx0305124
- Virtual International Authority File: 5123158006002602100003